# Throckmortonova zavjera
Throckmortonova zavjera (engl. Throckmorton Plot) iz 1583. godine, bila je pokušaj ubojstva Elizabete I. i postavljanja škotske kraljice Marije I. na englesko prijestolje od strane katoličkih ekstremista pod vodstvom Francis Throckmortona.
Sama zavjera propala je, a Francis Throckmorton je pod torturom priznao sudjelovanje u njoj, te je zbog veleizdaje smaknut 1584. godine.
Ta zavjera dovela je do stvaranja zakona koji obavezuje sve potpisnike (englesko plemstvo) da se smakne svatko tko pokuša uzurpirati tron (uspješno ili neuspješno).